# Smile Again (9nine의 노래)
〈Smile Again〉(스마일 어게인）은 9nine의 싱글음반이다.

## 개요
5명이 된 후 첫 작품이다.
초회 한정반A와 초회 한정반B의 2가지 형태로 발매. 각각 자켓, 수록곡이 다르다.

## 트랙 리스트
- 초회한정판 A

1. Smile Again
(작사 : COZ, 작곡・편곡 : Gravity Session)
2. 갑자기 러브콜
나고야테레비 방송 드라마 『僕の秘密★兵器』주제가
3. 언발란스
4. Smile Again (Instrumental)

- 초회한정판 B

1. Smile Again
2. 갑자기 러브콜
3. 사쿠라 전주곡
4. 갑자기 러브콜 (Instrumental)